# 普拉特島 (智利)
普拉特島（Isla Prat）是智利南部的島嶼，是巴塔哥尼亞群島的一部分，由伊瓦涅斯將軍艾森大區負責管轄，面積762平方公里，海岸線全長363公里，島上最高點1,341米。
48°15′S 75°0′W / 48.250°S 75.000°W